# 永康楼
永康楼，位于中国福建省龙岩市永定区下洋镇霞村，1938年建。圆形土楼。单环，内通廊式，直径36米，高三层，每层26开间。楼内中心的方形大厅，砖木结构，与前门厅、后堂同在中轴线上，并与后堂之间的两个侧厅以廊道相连，布局巧妙；祖堂雕梁画栋，装饰精美，前侧和两侧门扇镂刻鎏金古代人物和花鸟。2005年5月11日公布为第六批福建省文物保护单位。